# Joey Albert
María Josefina Albert (Manila; 19 de marzo de 1960), conocida como Joey Albert, es una actriz y cantante de pop, jazz, letrista y compositora filipina. Ella estudió en el Colegio Teresa de Manila (en su educación primaria) y de la Asunción de San Lorenzo (en la escuela secundaria y universitaria), Albert comenzó su carrera como cantante profesional en 1982, después de ganar el concurso del Dream Girl filipina, un programa de televisión conducido por Ariel Ureta sobre en Canal 2 (ahora ABS-CBN Channel 2). Poco después, ella se convirtió como miembro de una popular banda de show en su natal Filipinas durante los años 1970 y 1980. Aparte de Alber, también han destacado junto con ella muchos otros artistas musicales, como Louie Reyes, Chad Borja, Ray-Ann Fuentes, Rene Puno, Joseph Olfindo, Babes Conde, Eugene Villaluz, Ding Mercado, Cesar de la Fuente, Mei Ling Gozun, Juno Henares, Benjie Black, Jeffrey Koronel, Lito Gruet, Jaramy, Zoe Zuñiga y Alynna.

## Premios
- Dream Girl filipinas (1982)
- Tinig Premio a la Mejor Intérprete Femenina (1983)
- Guillermo Mendoza Premio a la Mejor Intérprete Femenina (1984)
- Cecil Awards a la Mejor Intérprete Femenina (1985)
- Disco de Oro Premio de Tell Me (1986)
- De Oro y Platino para lámpara pa Iisa (1991)
- Awit Premio a la Mejor Intérprete Femenina de Sólo un Mem'ry (1991)
- FAMAS Best Movie Theme Song for Iisa Pa Lamang (1992)
- Awit Premio a la Mejor Grabación de Navidad para ser como los niños en Navidad (1994)
- Awit Premio a la Mejor Balada (como cocompositor con Louie Ocampo y Janice de Belén, voz de Kyla, 2008)

## Discografía
- Joey Albert (OctoArts Internacional, 1984)
- Touch of Love (OctoArts Internacional, 1984)
- Expresiones (OctoArts Internacional, 1985)
- Joey (OctoArts Internacional, 1986)
- Maligayang Pasko (OctoArts Internacional, 1987)
- Mixed Emotions (OctoArts Internacional, 1988)
- Joey Albert (Dyna Products, 1990)
- JBrief Encuentro (Dyna Products, 1992)
- Greatest Hits (OctoArts Internacional, 1992)
- The Best of Joey Albert (OctoArts Internacional, 1992)
- Una Navidad con Joey Albert (Dyna Products, 1993)
- Joey Albert - Sa'Yo Lamang (Dyna Products, 1995)
- Joey Albert - Joey Albert (OctoArts International, 1996)
- OPM Timeless Gold Collection Series 2: Joey Albert (OctoArts EMI, 1997)
- Joey Albert - Greatest Hits (Dyna Products, 1998)
- Joey Albert - Inspirations (Orbit Music, 1998)
- Ikaw Lang Ang Mamahalin (OctoArts EMI, 1999)
- Joey Albert - Volver Lookin '(Orbit Music, 2000)
- La historia de Joey Albert, The Ultimate Collection Videoke OPM (EMI Argentina, 2001)
- La historia de Joey Albert, The Ultimate Collection OPM (EMI Argentina, 2001)
- Carmen Valdez - sándalo (con Joey Albert, Alabanza, Inc., 2004)
- Tell Me (Tema de la película "Una Historia de Amor", estrella de cine, 2007)

## Películas
- Naku hectáreas (Con Tito Sotto, Vic Sotto, Joey de León y Joey Albert, producido por CineVentures Inc., y dirigido por Junn Cabreira. 1984).
- ¡Fuego! (Con Tito Sotto, Vic Sotto, Joey de León, Panchito, Ike Lozada, alemán Moreno y Joey Albert, producido por CineVentures Inc., dirigida por Mike Relon Makiling, 1987)
- De mayo de mayo de Pulido Pulido SA Tülay Ilalim ng (Con Dolphy, Panchito, Joey Albert, Alice Dixson, Villa Nova y Joey Márquez, producido por Lily Yu-Monteverde para Regal Films, y dirigida por Mike Relon Makiling, 1989)

## Ley de Relaciones Exteriores de Guestings en Manila
- El de Barge, (ULTRA Stadium, 1986)
- Julio Iglesias, (Coliseo Araneta, 1988)
- Mike Francis, (ULTRA Stadium, 1989)